# Zelenîi Klîn, Tomakivka
Zelenîi Klîn (în ucraineană Зелений Клин) este un sat în comuna Kîtaihorodka din raionul Tomakivka, regiunea Dnipropetrovsk, Ucraina.

## Demografie
Componența lingvistică a localității Zelenîi Klîn
     Ucraineană (95,45%)
     Rusă (3,9%)
     Alte limbi (0,65%)
Conform recensământului din 2001, majoritatea populației localității Zelenîi Klîn era vorbitoare de ucraineană (95,45%), existând în minoritate și vorbitori de rusă (3,9%).